# Exposition des produits de l'industrie française

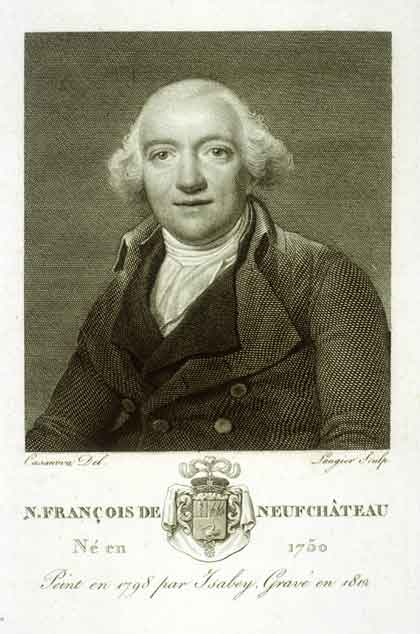
La première Exposition fut organisée à l'initiative de Nicolas François de Neufchâteau (gravure d'après Isabey).

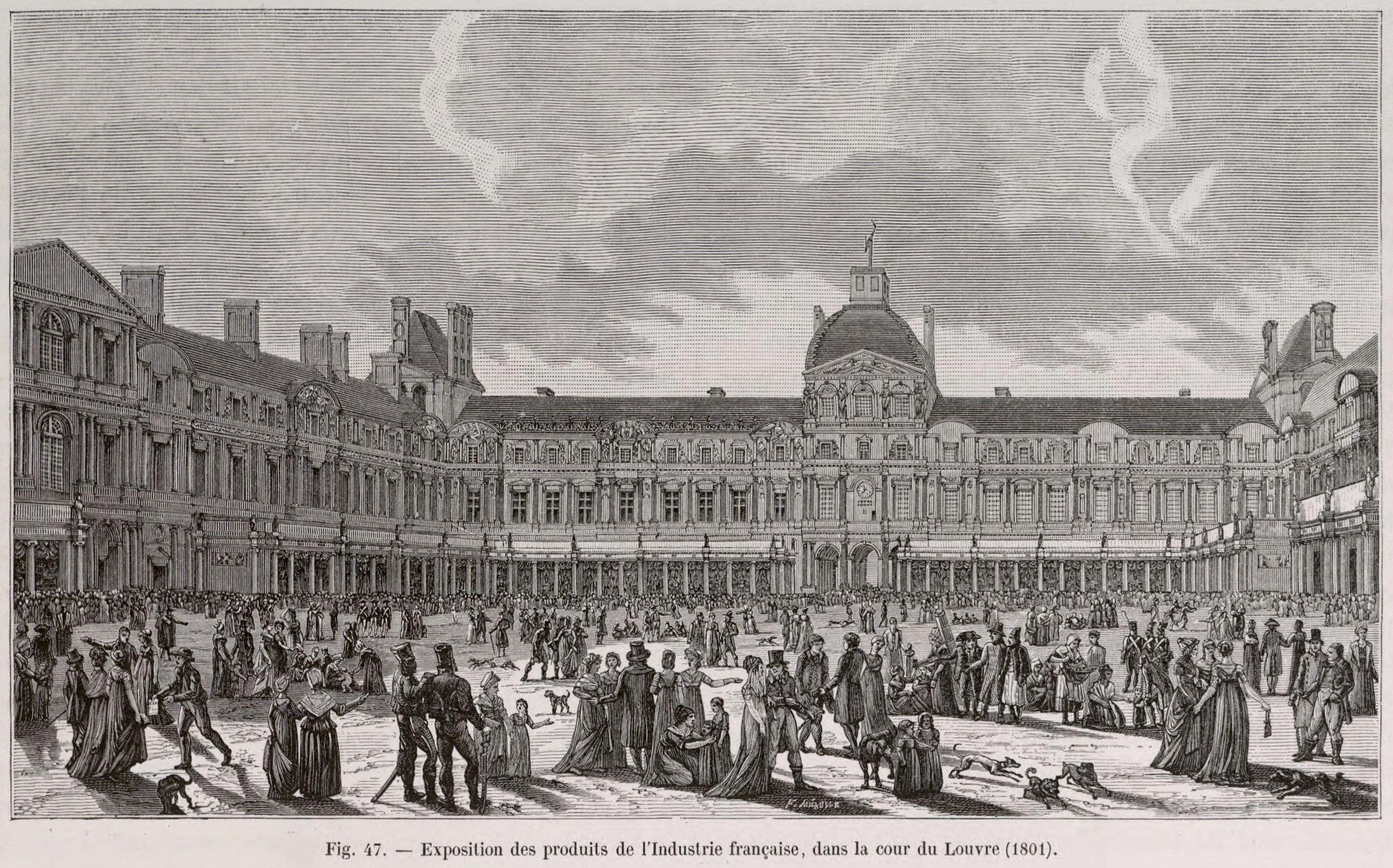
Deuxième Exposition des produits de l'industrie française, dans la cour du Louvre (1801).

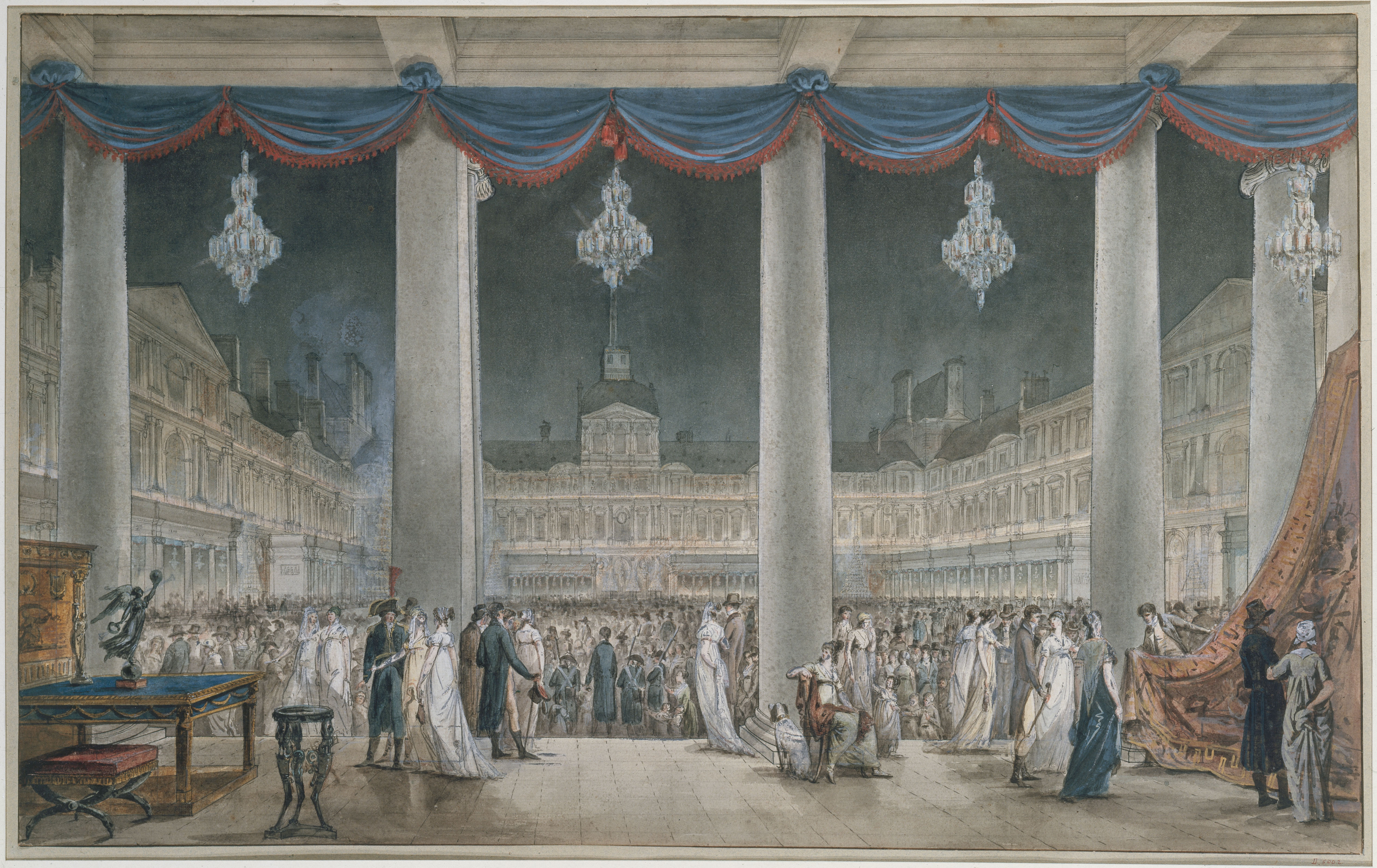
Fête de nuit durant l'Exposition des produits de l'industrie dans la Cour carrée du Louvre en l'an X (1801), œuvre anonyme exposée au musée Carnavalet.

L'Exposition des produits de l'industrie française est une manifestation publique organisée à Paris de 1798 à 1849 afin  « d'offrir un panorama des productions des diverses branches de l'industrie dans un but d'émulation », et qui, dans l'esprit, est à l'origine de la première Exposition universelle en 1851.

## Histoire
La première exposition s'est tenue en 1798 sur le Champ-de-Mars à l'initiative du ministre Nicolas François de Neufchâteau et avait pour nom officiel « Exposition publique des produits de l'industrie française ». Elle réunit cent dix exposants pendant trois jours. La seconde exposition fut organisée en 1801 dans la Cour carrée du Louvre. Après une exposition en 1802 et une exposition en 1806, la cinquième édition n'a lieu qu'en 1819,.

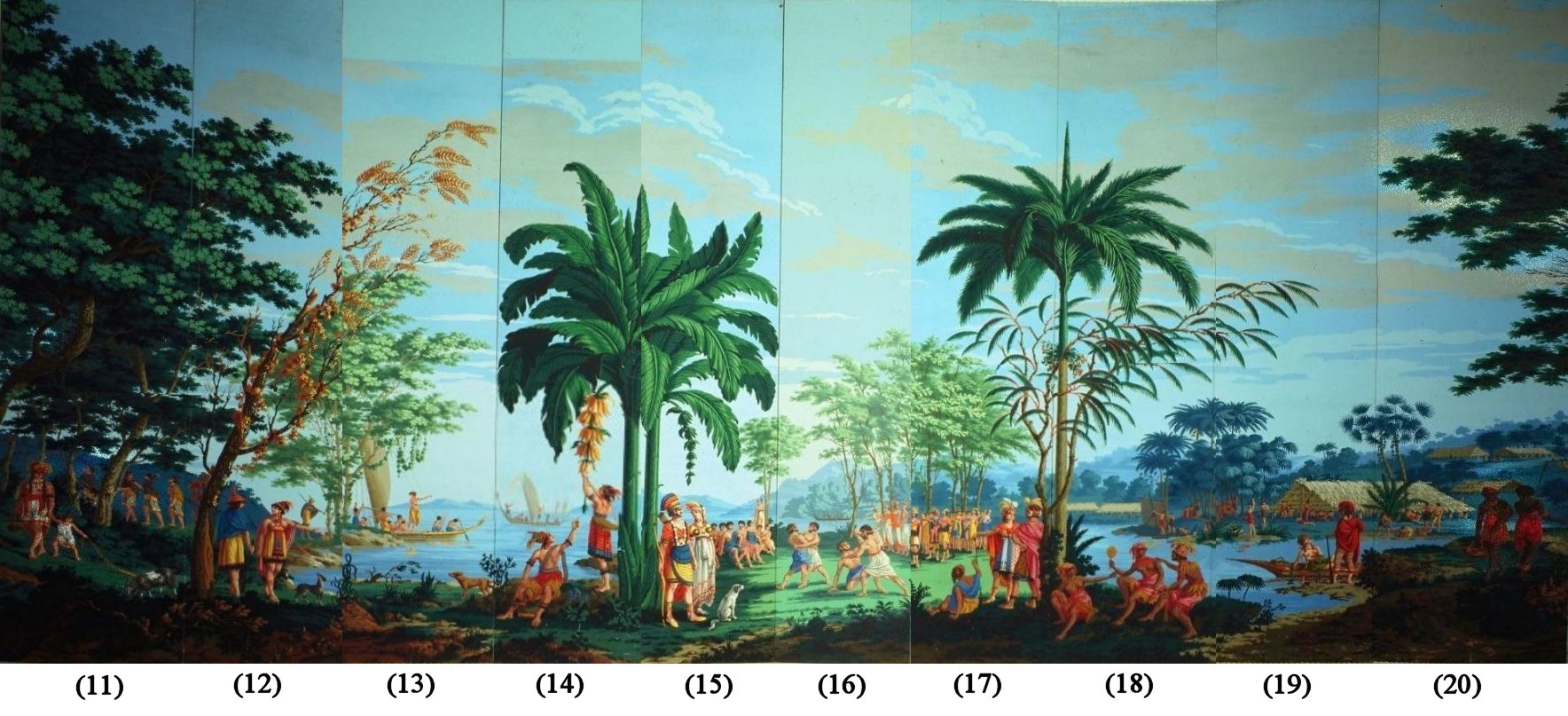
Les Sauvages de la mer du Pacifique, papier peint panoramique de Jean-Gabriel Charvet présenté à la quatrième exposition des produits de l'industrie en 1806, à Paris.

L'édition de 1849 s'intitulait « Exposition nationale des produits de l'industrie agricole et manufacturière ».

## Expositions
- 1798 : première édition, 3 jours (19-21 septembre), Champ-de-Mars, 110 exposants, 25 récompenses dont 12 médailles d'or[5], entre autres :
  - Abraham Breguet : une horloge à échappement libre[6] ;
  - Étienne Lenoir (1744-1832) : une balance de précision[7] ;
  - Pierre et Firmin Didot : une édition de Virgile[8] ;
  - Jean-François Clouet : fer transformé en acier[9] ;
  - Nicolas-Jacques Conté : crayons de diverses couleurs[7].
- 1801 : deuxième édition, 6 jours, Louvre, 229 exposants, 80 récompenses[réf. nécessaire]
  - Médaille d'or : Louis Berthoud
- 1802 : troisième édition, 7 jours, Louvre, 540 exposants, 244 récompenses[réf. nécessaire]
- 1806 : quatrième édition, 24 jours, esplanades des Invalides, 1 422 exposants, 610 récompenses[10]
  - Médaille d'or : manufacture de porcelaine Dihl et Guerhard[11]
  - Nicolas Appert présente sa méthode de conservation des aliments[réf. nécessaire]
  - Jean-Baptiste Launay présente un modèle de coupole pour la halle au blé de Paris (le premier ayant été réalisé par François-Joseph Bélanger à l'aide du serrurier Deumier) et deux ponts de fonte de fer pour la capitale.[réf. nécessaire]
- 1819 : cinquième édition, 35 jours (25 août 1819 - 23 septembre), Louvre, 1 662 exposants, 669 récompenses[12]
  - Médaille d'or : Jean-Baptiste Marie Chaptal de Chanteloup[réf. nécessaire]
  - Médaille d'or : Marie-Jeanne-Rosalie Desarnaud-Charpentier pour sa table de toilette[1]
  - Médaille d'or : Édouard Sévène à Rouen[réf. nécessaire]
- 1823 : sixième édition, 50 jours (25 août-13 octobre), Louvre, 1 642 exposants, 1091 récompenses[réf. nécessaire]
  - Présentation du procédé « carton-pierre » par Louis-Alexandre Romagnesi[réf. nécessaire]
- 1827 : 7e édition, 62 jours (1er août-1er octobre), Louvre, 1 695 exposants, 1 254 récompenses[réf. nécessaire]
- 1834 : 8e édition, 60 jours (1er mai - 29 juin), place de la Concorde, 2 447 exposants, 1 785 récompenses[réf. nécessaire]
  - Médaille d'or : Jean-Baptiste et Adrien Japuis, pour les tissus[13],[14], Honoré Pons en horlogerie
  - Médaille de bronze : Auguste Dupont[réf. nécessaire]
- 1839 : 9e édition, 60 jours (1er mai - 29 juin), Champs-Élysées, 3 281 exposants, 2 305 récompenses[réf. nécessaire]
  - Médaille d'argent: Jean-Marie Japuis, pour ses toiles imprimées[14]
- 1844 : 10e édition, 60 jours (1er mai - 29 juin), Champs-Élysées, 3 960 exposants, 3253 récompenses[réf. nécessaire]
  - Médailles d'or : 16 médailles d'or dans la catégorie « Machines », dont Louis-Georges Mulot[15] ; Louis-Charles Bouvet, médailleur[16] ; François-Désiré Froment-Meurice, orfèvre...
  - Adolphe Sax présente un exemplaire du saxhorn[réf. nécessaire]
  - Jean-Baptiste Sabatier-Blot présente ses daguerréotypes, mention honorable[réf. nécessaire]
- 1849 : 11e édition, 60 jours (1er juin - 30 juillet), Champs-Élysées, 4 532 exposants[17]. L'édition de 1849 s'intitulait « Exposition nationale des produits de l'industrie agricole et manufacturière ».
  - Médaille d'or : Timoleon Maurel et Jean Jayet[18]